# Kathedraalorgel van Antwerpen

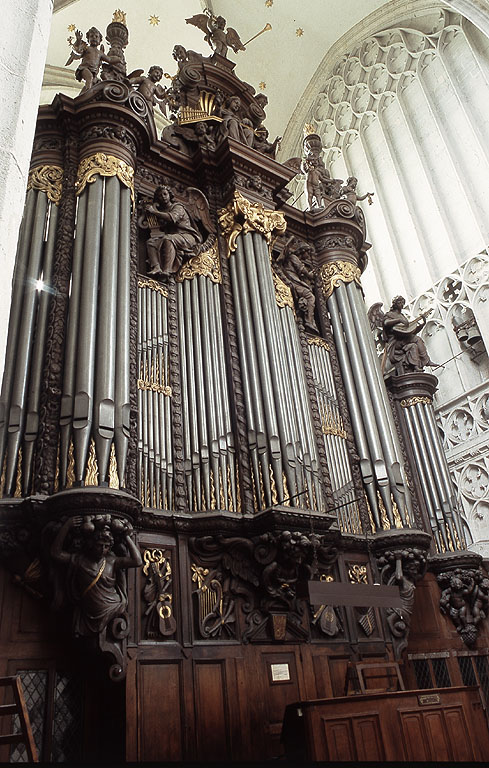
het Kathedraalorgel in Antwerpen

Het kathedraalorgel Antwerpen is het pijporgel in de Onze-Lieve-Vrouwekathedraal. Het is eind 19de eeuw ontworpen door de orgelbouwer Pierre Schyven en is geplaatst in een 17de-eeuwse kast met sculpturen van Erasmus Quellinus II en Pieter Verbruggen (I).

## Geschiedenis
Het orgel is ontstaan uit een erfenis. Op 20 februari 1878 overleed juffrouw Eugenia Maria Kempeneers in Antwerpen. Ze liet een bedrag van 150 000 frank na voor de bouw van een nieuw kathedraalorgel. Een selectiecommissie werd benoemd om een geschikte bouwer te selecteren. Na schiftingsrondes bleven er 3 firma’s over : Aristide Cavaillé-Coll uit Parijs, Pierre Schyven & Cie. uit Brussel en Walcker & Cie. uit Ludwigsburg. Toen bleek dat een groot orgel voor de prijs van 150 000 frank moest worden geleverd schoot alleen Pierre Schyven met een instrument met 87 registers over. Cavaillé was te duur en Walcker te onoverzichtelijk.
Bovendien wilde Cavaillé een verandering aan de kast doorvoeren terwijl men de oude kast wilde behouden. Op 18 mei 1889 werd het contract met Schyven getekend en konden de werken beginnen. In een toegevoegd artikel werd bepaald dat het orgel in oktober 1891 reeds voor gebruik in de kerkdiensten beschikbaar moest zijn. De keuring was unaniem lovend en men vond het een instrument van allereerste orde.
Qua bouwstijl zou je Schyven kunnen spiegelen aan Cavaillé-Coll: beiden zijn de belangrijkste bouwers in hun land.

## Ontwerp
Het orgel heeft een grootse aanblik met een serie niet sprekende, metalen frontpijpen: dit wil zeggen dat ze er voor de ‘schijn’ staan. 
De kast is binnenin verdeeld in 3 etages. Gans van onder staan de blaasbalgen en de Barkermachine, ook de pijpen van de bombarde 32’ staan van onderen omdat ze een volledige lengte van bijna 10 meter hebben. Het bombardeklavier staat op het eerste verdiep en het Positif en het Récit bevinden zich op de derde verdieping (met de verkropte Basson 16’).   

## Speeltafel
De speeltafel bestaat uit 4 klavieren en een pedaal, met daarrond 6 rijen registerknoppen voor de 90 registers.
Op de speeltafel hebben alle registerknoppen van elk werk hun eigen kleur: roze voor het Positif, wit voor het Hoofdwerk, blauw voor het Récit, karamel voor het Bombarde en geel voor het Pedaal. Doordat ook de porseleinen schildjes met de opschriften van de voettreden de kleur van het betreffende werk hebben, ontstaat - ondanks de ingewikkeldheid van deze grote speeltafel - een overzichtelijk geheel, waarmee een organist zich betrekkelijk snel vertrouwd kan maken. Alles kan gekoppeld worden aan het Grand Orgue, met uitzondering van het pedaal.
Het orgel is door de jaren heen een paar keer aangepast en hersteld, maar het grootste deel is nog steeds authentiek. In 1986 kreeg het een grondige kuis- en onderhoudsbeurt. Het werd toen terug ingespeeld door de toenmalige titularis Stanislas Deriemaeker. Op 23 maart 2018 werd het, na een vier jaar durende grondige renovatie, opnieuw in gebruik genomen. Om het orgel in te huldigen speelde componist en dirigent Robert Groslot zijn nieuwe, feestelijke orgelconcerto The orbit of Chiron. 
Tegenwoordig is het de titularis Peter Van de Velde die de diensten begeleidt. Hij bespeelt ook regelmatig het tweede grote kathedraalorgel (Metzler).
Beide de orgels worden gestemd en onderhouden door Etienne De Munck uit Sint-Niklaas. 

### Dispositie

#### Sprekende registers
| I Positif Expressif C–  |      |
| Quintatoen              | 16′  |
| Octave                  | 8′   |
| Flûte harmonique        | 8′   |
| Bourdon                 | 8′   |
| Mélophone               | 8′   |
| Viole                   | 8′   |
| Gemshorn                | 8′   |
| Prestant                | 4′   |
| Flûte                   | 4′   |
| Voix Angelique          | 8′   |
| Clarinette (doorslaand) | 8′   |
| Cor Anglais             | 8′   |
| Quint                   | 2/3′ |
| Doublette               | 2'   |
| Larigot                 | 1/3′ |
| Fourniture IV           |      |
| Ophicléïde (doorslaand) | 16′  |
| Trompette harmonique    | 8′   |
| Cromhorn                | 8′   |
| Clairon harmonique      | 4′   |
|                         |      |
| Trémolo                 |      |

| II Grand Orgue C– |       |
| Montre            | 16′   |
| Bourdon           | 16′   |
| Gambe             | 16′   |
| Montre            | 8′    |
| Flûte harmonique  | 8′    |
| Viole de gambe    | 8′    |
| Diapason          | 8′    |
| Bourdon           | 8′    |
| Salicional        | 8′    |
| Prestant          | 4′    |
| Mélophone         | 4′    |
| Flûte octaviante  | 4′    |
| Quinte            | 51/3′ |
| Nazard            | 2/3′  |
| Doublette         | 2′    |
| Cornet V          |       |
| Fourniture VI-VII |       |
| Bombarde          | 16′   |
| Trompette         | 8′    |
| Clairon           | 4′    |

| III Récit Expressif C– |     |
| Bourdon                | 16′ |
| Unda Maris             | 16′ |
| Flûte traversière      | 8′  |
| Diapason               | 8′  |
| Violon                 | 8′  |
| Dolciana               | 8′  |
| Voix Céleste           | 8′  |
| Bourdon                | 8′  |
| Flûte octaviante       | 4′  |
| Gambe                  | 4′  |
| Voix humaine           | 8′  |
| Flageolet              | 2′  |
| Piccolo                | 1′  |
| Carillon II            |     |
| Plein jeu IV           |     |
| Basson                 | 16′ |
| Trompette harmonique   | 8′  |
| Basson hautbois        | 8′  |
| Clairon harmonique     | 4′  |
|                        |     |
| Trémolo                |     |

| IV Bombarde C– |       |
| Flûte          | 16′   |
| Principal      | 8′    |
| Gambe          | 8′    |
| Grosse flûte   | 8′    |
| Bourdon        | 8′    |
| Flûte          | 4′    |
| Prestant       | 4′    |
| Octavin        | 2′    |
| Gros Nazard    | 51/3′ |
| Tierce         | 31/5′ |
| Cymbale V–VI   | 2′    |
| Cornet V       | 8′    |
| Bombarde       | 16′   |
| Trompette      | 8′    |
| Clairon        | 4′    |

| Pédale C–        |       |
| Contrebasse      | 32′   |
| Contrebasse      | 16′   |
| Quintaton        | 12′   |
| Sous-basse       | 16′   |
| Grosse flûte     | 8′    |
| Octave basse     | 8′    |
| Violoncelle      | 8′    |
| Flûte            | 4′    |
| Octavin          | 4′    |
| Nazard           | 3′    |
| Quinte           | 51/3′ |
| Contre-bombarde  | 32'   |
| Bombarde         | 16′   |
| Trompette        | 8′    |
| Trompette quinte | 6′    |
| Clairon          | 4′    |

- Koppels: Positif/Pédalier, Grand Orgue/Pédalier, Récit/Pédalier, Bombarde/Pédalier, Positif/Grand Orgue, Récit/Grand Orgue, Bombarde/Grand Orgue, Récit/Positif, Grand Orgue à la machine, Octave grave Bombarde, Octave grave Récit.
- Speelhulpen: Forté général, Anches Positif, Anches Grand Orgue, Anches Récit, Anches Bombarde, Anches Pédale.